# Гребень (Пуховичский район)
Гребень (бел. Грэ́бень) — деревня в Пуховичском районе Минской области Республики Беларусь. В составе Новопольского сельсовета.

## География
Находится в 38 км к северо-западу от Марьиной Горки, 30 км от Минска, 15 км от железнодорожной станции Руденск на линии Минск — Осиповичи. Примыкает к агрогородку Новополье.
В 34 км от МКАД, в Слуцком направлении.

### Гидрография
Река Птичь (приток Припяти).

## Этимология
По мнению Вадима Жучкевича, название Гребень может происходит от термина гребень — перелом склона гряды, холма, также возвышенная полоса среди заболоченной местности. Также название могло образоваться от переосмысления основы гребля — дорога через болото, с канавами, иногда посыпанная хворостом.
По мнению краеведа Александра Ельского, название могло пойти от слова грести, так как здесь в древности должен был быть речной паром, действовавший с помощью весел.

## История

### Великое Княжество Литовское

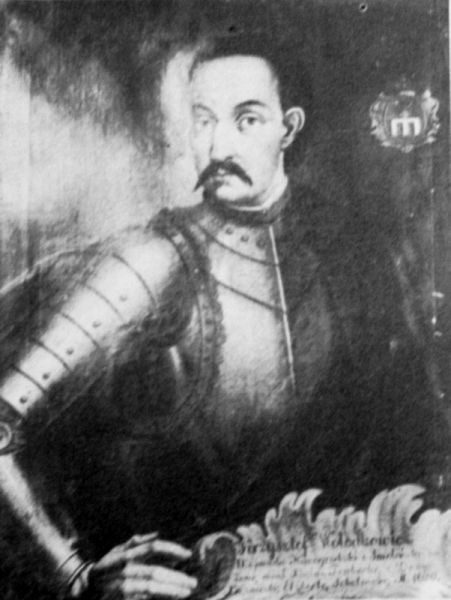
Кристоф Володкович, первый известный владелец Гребня

На старых картах и документах Гребень назывался Гребня. В древности здесь был тракт, соединявший юг и север Руси Литовской. По мнению Александра Ельского, у Гребня должен был быть речной перевоз. Позже здесь появился укрепленный мост.
В письменных источниках поселение известно с XVI в. В 1567 году село в Минском уезде Минского воеводства Великого Княжества Литовского, шляхетская собственность. В 1633 году великий князь Владислав Ваза издал документ, который позволял владельцу Гребеня Христофору Володковичу, писарю Минского воеводства, брать пошлины за проезд по мосту.
В XVI веке Гребень принадлежал Адаховским, и это был их фундум (главный фольварк, принадлежавший только хозяину). В 1621 году Рафал Адаховский продал Гребень Янушу Быховцу (?—1653) шляхетского рода Быховцев герба «Могила», происходившего из Смоленской земли, и его жене Анне из Горских. Через десять лет Гребень был во владении Володковичей.
С начала XVIII века Гребнем владели Радзивиллы, фундум которых был в недалеком Аннополе. В 1743 году была построена церковь.
В конце XVIII века Гребень с соседними Берчуки, Еськовичи и Слободой приобрел Станислав Ельский, полковник пятигорский и кладовой комиссар в Великом Княжестве Литовском.

### В составе Российской империи
После второго раздела Речи Посполитой 1793 года в составе Российской империи, в Игуменском уезде Минской губернии.
В 1800 году в деревне были церковь Рождества Богородицы, корчма, водяная мельница, сукновальня. В первой четверти XIX века через эксдивизорский суд Гребень стал собственностью Кобылинских, а через вено Анны Кобылинской перешел к Лыковым.
В 1839 году на средства помещицы А. Лыковой построена деревянная церковь. В 1858 году село и имение, частная собственность. В 1861 году открытое народное училище.
После 1861 года в Дудичской волости Игуменского уезда. В 1886 году Гребен, село бывшее владельческое, при реке Птичь, дворов 32, жителей 208, церковь православная.
Согласно переписи 1897 года имеются хлебозапасный магазин, мельница, питейный дом, церковь. В 1889 году крупным землевладельцем в деревне был православный крестьянин Антон Осипович Багривец, имевший 43,3 десятины земли. Имением Гребень владела православная дворянка Мария Михайловна Лыкова, имевшая 600 десятин земли.

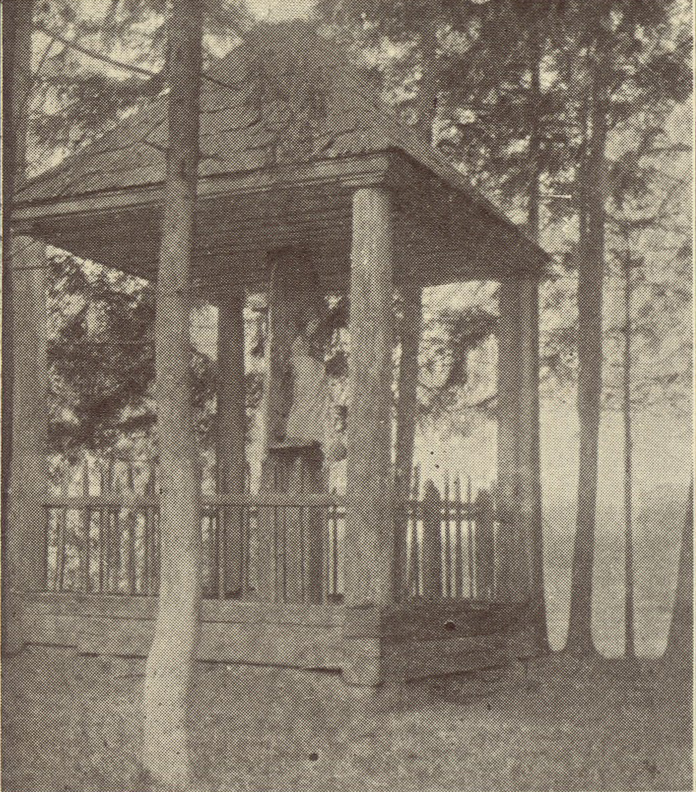
Часовня, 1909 г.

### Новейшее время
В 1909 году село Гребень в Игуменском уезде Дудичской волости Минской губернии.
С конца февраля 1918 года территория оккупирована войсками Германской империи. 25 марта 1918 года согласно Третьей Уставной грамоте волость провозглашена частью Белорусской Народной Республики. В декабре 1918 года занята Красной Армией, с 1 января 1919 года в соответствии с постановлением I съезда КП(б) Беларуси она вошла в состав Советской Белоруссии, с 27 февраля 1919 года — в ЛитБел ССР. Во время польско-советской войны в августе 1919 — июле 1920 годов под оккупацией Польши (Минский округ ГУУЗ).
С 31 июля 1920 года в Белорусской ССР. К началу 1920 года создана школа I степени. В 1930 году проведена принудительная коллективизация, образован колхоз «Рассвет», была кузница, колесница, рымарня. С 1938 года деревня.
Во Вторую мировую войну с конца июня 1941 года по 4 июля 1944 года оккупирована нацистской Германией.
В 2002 году деревня в Новопольском сельсовете.

## Население

### Численность
- 2019 год — 45 жителей

### Динамика
- 1800 год — 30 дворов, 209 жителей
- 1858 год — 153 жителя
- 1886 год — Гребен, село — 32 двора, 208 жителей[6].
- 1897 год — 60 дворов, 375 жителей; имение — 2 двора, 43 жителя
- 1907 год / 1909 год — 54 двора, 349 жителей; имение — 104 жителя[6]
- 1917 год — село — 202 жителя; деревня — 77 жителей; имение — 104 жителя
- 1960 год — 296 жителей
- 1999 год — 109 жителей (перепись населения)
- 2002 год — 41 двор, 74 жителя
- 2009 год — 33 двора, 62 жителя[6] (перепись населения)
- 2012 год — 24 хозяйства, 43 жителя
- 2019 год — 45 жителей (перепись населения)

## Улицы
- Центральная

## Инфраструктура

### Экономика
- Центр колхоза «Новопольский»
- Мастерская по ремонту сельскохозяйственной техники
- Отделение связи

### Образование
- Средняя школа

### Медицина
- Фельдшерско-акушерский пункт
- Ветеринарный участок

### Культура
- Дом культуры
- Библиотека

## Достопримечательность
- Курганный могильник[7]. На северо-восточной окраине деревни, в урочище Курганы, рядом с болотами. В 1985 году могильник обследовала археолог Т. С. Бубенько. Принадлежал дреговичам.
- Клад начала XVII века, найденный у деревни Гребень[8]

Весной 1950 года в окрестностях д. Гребень Руденского района (ныне — Пуховичский район) был найден клад. Он поступил в сектор археологии Института истории АН БССР. В 1958 году научный сотрудник Белорусского государственного музея (сейчас — Национальный исторический музей Республики Беларусь) В. Н. Рябцевич передал находку в фонды музея. Согласно акту № 50 от 30 июня 1958 года было получено 809 монет и фрагменты горшка. В том же акте есть запись, что клад вмещал 851 монету. В настоящее время в состав комплекса входят 817 монет Великого Княжества Литовского, Речи Посполитой, Пруссии, Священной Римской империи и России. Самыми старыми монетами клада являются литовские полугроши 1509 года Сигизмунда I Старого (великий князь литовский в 1506–1544 гг.). Младшими монетами являются московские копейки времени номинального правления в Русском царстве польского королевича Владислава Жигимонтовича (1610–1612).

### Утраченное наследие
- Часовня
- Церковь Святого Михаила Архангела (?—1922)
- Усадьба (XVIII/XIX — 1917)